# Geschichte Nigers

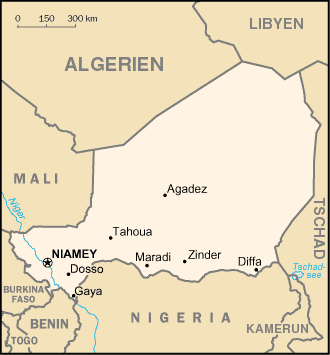
Karte des Niger

Die Geschichte Nigers umfasst die Entwicklungen auf dem Gebiet der Republik Niger von der Urgeschichte bis zur Gegenwart.

## Vorkoloniale Zeit
In Zeiten, in denen die heutige Sahara feuchter war, war das Gebiet des heutigen Niger dicht besiedelt. Die Gräber von Gobero in Zentralniger stammen aus zwei Epochen: aus der Kiffian-Kultur von 7700 bis 6200 v. Chr., einer Jägerkultur, deren Angehörige, die Proto-Bantu, aus dem westlichen subsaharischen Afrika zugewandert waren, und aus der so genannten Rinderzeit, die hier abweichend von anderen Regionen um 5200 v. Chr. begann und bis 2500 v. Chr. dauerte und der Teneré-Kultur, einer Kultur von Viehzüchtern und Fischern, zuzuordnen ist. Es handelt sich um die ältesten bekannten Gräber des heutigen Sahara-Gebietes. Mit der Austrocknung und Verwüstung der Landschaft, die schon um 100 n. Chr. ihren Abschluss fand, zogen die Menschen weiter nach Süden, sodass der Norden Nigers heute nur dünn von Tuareg-Nomaden besiedelt ist.
Im Gebiet des heutigen Niger setzte sich seit dem 8. Jahrhundert der Islam langsam, im 11. Jahrhundert jedoch endgültig durch, wodurch frühe christliche Berbergemeinden erloschen. Die Region am östlichen Nigerbogen stand lange unter dem Einfluss benachbarter Staatswesen wie dem Songhaireich (im 9. Jahrhundert v. Chr.) sowie Gao (seit 1010) und dem Malireich (14. Jahrhundert). Seit dem 11. Jahrhundert wurde Fernhandel mit dem Mittelmeerraum betrieben; um 1450 wurde Agadez von Berbern als Handelsplatz und Karawanenstation begründet. Die Stadt wurde zum Mittelpunkt des Sultanats Aïr.
Die Songhai bauten seit Ende des 15. Jahrhunderts ein mächtiges islamisches Reich auf, das Ende des 16. Jahrhunderts nach Kämpfen mit Marokko zusammenbrach. Agadez geriet unter den Einfluss der Tuareg. der Süden Nigers seit dem 17. Jahrhundert unter den Einfluss des Reichs Kanem-Bornu, des Emirats Katsina, von Gobir und diversen anderen Hausastaaten.

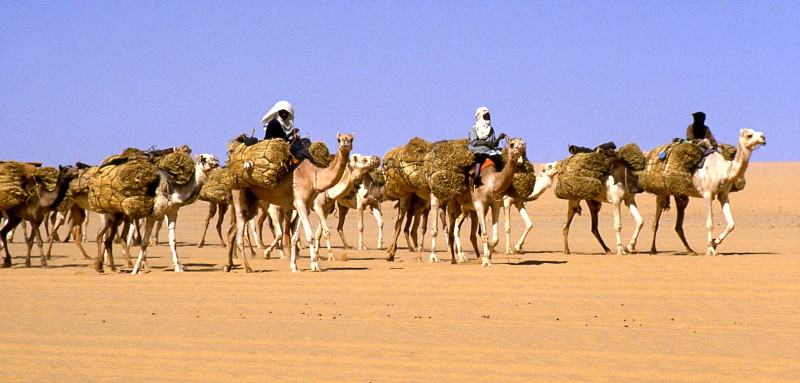
Eine Salzkarawane (Azalai) der Tuareg unterwegs von Agadez nach Bilma (1985). Willkürliche Grenzziehung durch die Kolonialmächte und nationale sowie Stammesrivalitäten nach der Unabhängigkeit der westafrikanischen Staaten führten zum Zusammenbruch des Transsahara-Karawanenhandels.

In Zinder entstand 1731 das von Hausa und Tuareg getragene große und mächtige Sultanat Damagaram, das von Abgaben auf den Karawanenhandel lebte. Seine Sultane üben bis heute eine zeremonielle Funktion aus. Um 1820 war Sultan Sélimane dan Tintoum von Zinder Oberhaupt des mächtigsten Staatsgebildes in der Region. Die Hausa-Dynastien wurden jedoch seit Beginn des 19. Jahrhunderts zunehmend von arabischen Dschihadisten und dem Kalifat von Sokoto in Nord-Nigeria bedroht, die den Emiren einen nur nominellen Übertritt zum Islam vorwarfen und nach kriegerischen Auseinandersetzungen die Hausa-Emirate übernahmen. In dieser Zeit konnte sich jedoch ein Zarma-Staat in Dosso etablieren.

## Kolonie Frankreichs
1898 wurde der Leiter einer französischen Expedition in Zinder im Auftrag des Sultans von Damagaram ermordet. Der Vergeltungsschlag war durch extreme Graumsamkeit gekennzeichnet. Die Hauptleute zahlten ihren Soldaten sogar Sold in Form von Sklaven aus. England und Frankreich einigten sich im gleichen Jahr endgültig auf die willkürlich gezogenen künftigen Grenzverläufe ihrer Kolonien im Oberen Senegal, wie das Gebiet damals genannt wurde. 1899/1900 kam es zu weiteren erbitterten Kämpfen gegen die Kolonialtruppen. 1901 etablierten sich diese endgültig in Zinder, das 1903 durch Niamey als Hauptstadt abgelöst wurde (bis auf die Zeit von 1910–26). Seit 1912 war das Nigerterritorium Bestandteil von Französisch-Westafrika. In den 1930er Jahren missionierten katholische Geistliche das Land. 1945 wurde Niger französisches Überseeterritorium und entsandte Abgeordnete in die französische Nationalversammlung.
Das Frauenwahlrecht wurde 1956 eingeführt.
Der erste gewählte Regierungschef des Niger, der Sozialist Djibo Bakary (1922–1998) von der Partei Sawaba, stellte 1957 die erste Regierung zusammen. Im Vorfeld der Unabhängigkeit kam es zu Auseinandersetzungen zwischen Bakary, der eine  schnelle Unabhängigkeit forderte, und der Kolonialverwaltung, die sich mit ihren Verfassungsvorschlägen durchsetzte. Bakary trat 1958 nach einem Generalstreik zurück, weil seine Partei am 28. September 1958 das Verfassungsreferendum in Niger 1958 gegen die Konservativen verloren hatte, die den Zeitpunkt der vollständigen Unabhängigkeit hinausschieben wollten. Hamani Diori wurde Präsident. Er ließ die Sawaba verbieten; Bakary ging bis 1974 ins Exil.
Niger wurde 1960 (das als Afrikanisches Jahr in die Geschichte einging) unabhängig.

## Unabhängigkeit

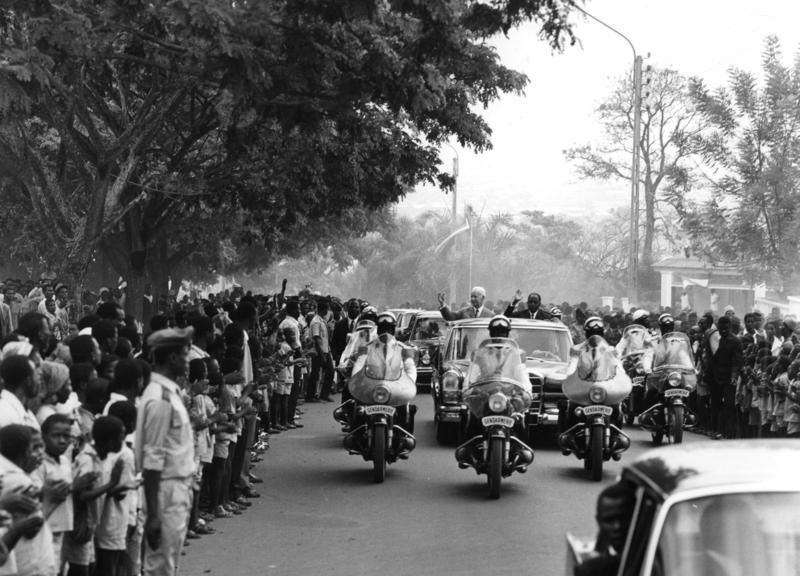
Der deutsche Bundespräsident Heinrich Lübke 1969 beim Staatsbesuch in Niger

Am 18. Dezember 1958 wurde Niger eine autonome Republik innerhalb der Französischen Gemeinschaft (Communauté française, zuvor Union française). Am 3. August 1960 erlangte das Land die Unabhängigkeit. Erster Präsident wurde Hamani Diori, ein führender Gewerkschafter, der – von den Franzosen und den traditionellen Stammesoberhäuptern unterstützt – die Neuwahlen 1958 gewonnen hatte. Allerdings kontrollierten die Franzosen die Regierung weitgehend durch „Berater“; auch blieben große Teile der Bevölkerung bis 1974 von der politischen Macht ausgeschlossen, so die Hausa, Tuareg und Fulbe. Die Regierung stützte sich weitgehend auf Zarma und Songhai, die nur 20 % der Bevölkerung ausmachte.
1971 begann der Uranbergbau in Niger, der trotz relativ geringer Förderabgaben immer noch die größten Einnahmequelle des Landes ist und im 21. Jahrhundert noch stark ausgebaut wurde. Die Minen sind überwiegend in französischem, aber auch in nigrischem, chinesischem, südkoreanischem und japanischem Besitz. Frankreich bezieht 70 % seines Urans aus Niger. 1972/73 wurden bei der Saheldürre etwa 80 % der Viehbestände vernichtet; die Nomaden flohen massenhaft in den Süden des Landes.

## 1974 bis 1990
1974 wurde Diori in einem weitgehend friedlichen Militärputsch gestürzt, da ihm Korruption vorgeworfen wurde und zudem die Dürre und Hungersnot für Unzufriedenheit sorgte. Es wurde ein Oberster Militärrat gebildet, der das Land regierte. An dessen Spitze stand Oberst Seyni Kountché, der sich außenpolitisch stärker auf die USA als auf Frankreich sowie im Innern auf das traditionelle Häuptlingswesen stützte und neue Wege in der Entwicklung des Landes und bei der Bekämpfung des Hungers anstrebte.
1983 scheiterte ein von Libyen unterstützter Putsch. Nach dem Tod Kountchés im November 1987 wurde General Ali Saibou sein Nachfolger. Eine 1989 neugegründete Einheitspartei konnte ihr Monopol nur bis 1993 wahren.

## 1990er Jahre
Erst 1990 führte eine Welle von Streiks und Demonstrationen zur Zulassung von Oppositionsparteien. In diesem Jahr kam es auch zu einem Massaker an Tuareg-Nomaden bei einer „Strafexpedition“. Bei einer im Juli 1991 einberufenen Verfassungskonferenz wurden die Machtbefugnisse des Präsidenten für nichtig erklärt und eine Übergangsregierung unter André Salifou einberufen. Nach jahrzehntelanger Einparteien- und Militärregierung wurde erstmals eine Mehrparteiendemokratie eingeführt.
Schließlich wurde 1992 eine neue Verfassung per Volksentscheid angenommen. 1993 fanden Parlamentswahlen statt, aus der die Allianz der Kräfte des Wandels (AFC), eine Koalition von acht Parteien, als haushoher Sieger hervorging. Einen Monat später wurde Mahamane Ousmane, der Führer der AFC, zum Präsidenten gewählt. Der erste AFC-Premierminister trat im September 1994 zurück, nachdem seine Partei die Allianz verlassen hatte.
Es gelang seinem Nachfolger nicht, eine Parlamentsmehrheit zu führen, so dass für Januar 1995 Neuwahlen angesetzt wurden. Daraus ging der Mouvement National de la Société de Développement (MNSD, die ehemalige Einheitspartei) mit 29 Sitzen als stärkste einzelne Partei hervor. Es wurde eine Mehrparteienkoalition gebildet.
Am 24. April 1995 wurde das Abkommen von Ouagadougou zwischen der Regierung Nigers und den Tuareg-Rebellen der Organisation des bewaffneten Widerstands unterzeichnet, das einen dreijährigen Bürgerkrieg vorerst beendet. Das Friedensabkommen wurde unter Vermittlung Frankreichs, Burkina Fasos und Algeriens ausgehandelt. Da die Regierung Nigers das Abkommen nie richtig umsetzte, bemühten sich die Tuareg-Rebellen um weitere Gespräche. Am 15. Dezember 1995 kam Mano Dayak, der Anführer der Koordination des bewaffneten Widerstands, ums Leben, als sein Flugzeug auf dem Weg zu Verhandlungen mit dem nigrischen Premierminister explodierte.
Im Januar 1996 kam es zu einem weiteren Militärputsch und die bestehende Verfassung wurde außer Kraft gesetzt. Neuer Präsident wurde Oberst Ibrahim Baré Maïnassara. Der von den Putschisten ernannte Regierungschef Boukary Adji bildete ein Übergangskabinett, dem nur Zivilisten angehörten.
1996 wurde durch ein Referendum eine neue Verfassung angenommen. Im November 1997 erklärte Präsident Maïnassara die seit Ende Dezember 1996 amtierende Regierungsmannschaft für inkompetent. Maïnassara löste die Regierung von Amadou Boubacar Cissé auf und ernannte zwei Tage später Ibrahim Hassane Mayaki zum neuen Ministerpräsidenten.
Am 9. April 1999 starb Maïnassara bei einem Militärputsch. Wenige Tage danach wurde als Regierungsgremium ein aus Militärs bestehender Nationaler Versöhnungsrat mit General Daouda Malam Wanké als Vorsitzendem eingesetzt. Da Wanké möglichst rasch die Regierungsverantwortung an eine Zivilregierung übertragen wollte, fanden am 26. November Präsidentschaftswahlen statt. Dabei wurde der ehemalige Oberst Mamadou Tandja, der Kandidat des Mouvement National pour la Société de Développement (MNSD), zum neuen Staatsoberhaupt gewählt. Neuer Regierungschef wurde Hama Amadou vom MNSD.

## 21. Jahrhundert
Erst 2003 wurde die Sklaverei in Niger verboten, doch wurden nur einige 100 Menschen freigelassen, während vermutlich noch Zehntausende – auch Kinder – als Haussklaven gehalten werden.
2005/2006 kam es zu einer Hungerkrise in Niger. Das Saatgut musste verzehrt werden, während gleichzeitig Getreide ins benachbarte Nigeria exportiert wurde.
Da die Regierung des Niger das Friedensabkommen von Ouagadougou nie ganz umgesetzt hatte, brach Anfang 2007 erneut ein Aufstand der Tuareg-Rebellen (Bewegung der Nigrer für Gerechtigkeit, MNJ) aus. Der MNJ fordert von der Regierung in Niamey vor allem, ihre traditionellen Weidegebiete nutzen zu können. Die Regierung Nigers erlaubte Firmen aus Frankreich, USA, China und Kanada, in den Weidegebieten der Tuareg Uran abzubauen. Im August 2007 griff der Konflikt auf das benachbarte Mali über.
Bei einem Putsch am 18. Februar 2010 wurde Mamadou Tandja, der seine Amtszeit über das von der Verfassung her vorgesehene Maximum ausgedehnt hatte, von einer Militärjunta unter Führung des Geschwaderkommandeurs Salou Djibo abgesetzt und die Verfassung außer Kraft gesetzt.
Bei den Parlamentswahlen im Januar 2011 gewann die Nigrische Partei für Demokratie und Sozialismus (PNDS) die meisten Sitze. Bei den Präsidentschaftswahlen setzte sich der Spitzenkandidat der PNDS und langjährige Gegner Tandjas, Mahamadou Issoufou, durch. Mit seiner Amtseinführung am 7. April 2011 kehrte das Land zu einer zivilen Regierung zurück.
Im Dezember 2013 kam es in Niamey zu einer großen Demonstration von Nigrern, die unzufrieden mit der Politik Issoufous waren. Einige protestierten auch gegen die Medienzensur und angebliche Korruption in der Regierung. Die Demonstrationen wurden vom Oppositionsführer Oumarou und dem ehemaligen Premierminister Hama Amadou unterstützt.
Seit Issoufous Amtsantritt verstärkten verschiedene islamische militante Gruppen ihre Aktivitäten in der Region. Am stärksten war die Bedrohung durch die Terrororganisation Boko Haram, die im benachbarten Nigeria ansässig war und dieses Land jahrelang terrorisiert hatte, bevor sie Angriffe in benachbarte Länder startete. 2015 verübte sie drei Anschläge im südlichen Niger. Niger schloss sich 2014 mit anderen Ländern in der Region zur Gruppe G5 du Sahel zusammen, um den Terrorismus zu bekämpfen, und bemühte sich auch um die Aufnahme von zehntausenden Flüchtlingen, die vor Boko Haram vom Norden Nigerias in den Süden Nigers geflohen waren.
Im Dezember 2015 verkündete Issoufou, dass die Regierung einen Putsch vereitelt habe, wobei mehrere Militäroffiziere verhaftet wurden. Bei den Präsidentschaftswahlen 2016 holte Issoufou erneut die meisten Stimmen.
Im Dezember 2020 fand die erste Runde der Neuwahlen statt, zu denen Issoufou nicht mehr antrat. Erst in der Stichwahl im Februar 2021 wurde Mohamed Bazoum, der wie Issoufou der PNDS angehört und gegen Mahamane Ousmane antrat, zu seinem Nachfolger gewählt. Danach kam es zu Demonstrationen. Ein erfolgloser Putschversuch fand in der Nacht vom 30. auf den 31. März 2021 statt, zwei Tage vor der Amtseinführung des neuen Präsidenten. Am 2. April 2021 wurde dieser vereidigt und trat sein Amt an.
Ende Juli 2023 wurde Präsident Mohamed Bazoum von Teilen der eigenen Präsidentengarde bei einem Militärputsch verhaftet, und am Abend des 26. Juli verkündete eine Gruppe von Offizieren im Fernsehen die Machtübernahme. General Abdourahamane Tiani erklärte sich wenig später in einer Fernsehansprache zum neuen Präsidenten.